# Flavio Roma
Flavio Roma, född 21 juni 1974, är en italiensk före detta fotbollsmålvakt. 
Han var från 2001 till 2009 var förstemålvakt i AS Monaco. Sommaren 2009 lämnade Flavio Roma AS Monaco och den franska ligan för spel i AC Milan där han skrev på ett års-kontrakt. Han har tidigare under karriären bland annat representerat Foggia, ChievoVerona och Piacenza.
Under 2005 representerade Flavio Roma italienska landslaget i tre träningsmatcher, men har sedan dess inte gjort några fler framträdanden i Gli Azzuri.